# National Space Biomedical Research Institute
National Space Biomedical Research Institute (NSBRI) és un consorci de institucions finançat per la NASA que estudia els riscos per a la salut relacionats amb els vols espacials de llarga durada i el desenvolupament de solucions per reduir aquests riscos. L'NSBRI va ser fundat el 1997. Les instal·lacions de la seu central de 16.400 peus quadrats de NSBRI estan ubicades a la BioScience Research Collaborative a Houston, Texas. L'Institut comparteix la instal·lació amb el centre Baylor College of Medicine de Medicina Espacial. L'obertura oficial es va celebrar el 19 de març de 2012.
Actualment, l'NSBRI compta amb set equips que realitzen investigacions a més de 60 institucions dels Estats Units. La NASA va anunciar al març de 2012 una extensió de cinc anys del seu acord de cooperació amb l'NSBRI.

## Programes de recerca
L'any 2010 i 2011, l'NSBRI va ser l'única organització estatunidenca en participar en les simulacions de la missió de 520 dies del projecte Mars-500 amb un experiment que controlava els cicles d'activitat de repòs dels sis membres de la tripulació, el rendiment i les respostes psicològiques per determinar el grau de repòs pèrdua, fatiga, estrès, canvis d'humor i conflictes durant la missió.

### Equips de recerca
- Alteracions cardiovasculars
- Factors humans i rendiment
- Alteracions musculoesquelètiques
- Factors neuroconductuals i psicosocials
- Efectes de radiació
- Adaptació sensorimotor
- Sistemes i tecnologia mèdica intel·ligent

## Divulgació
L'NSBRI també té un sòlid programa d'educació i divulgació. L'equip d'educació i sensibilització de l'NSBRI va guanyar un premi Stellar del Premi nacional Rotary per l'Space Achievement Foundation el 2007 per "actuar com un programa de nivell superior reconegut a nivell nacional que és pioner en nous models d'ensenyament, formació i divulgació exemplars en suport de la Visió per a l'exploració espacial."

## Membres de consorci
- Baylor College of Medicine
- Brookhaven National Laboratory
- Harvard Medical School
- Universitat Johns Hopkins
- Massachusetts Institute of Technology
- Morehouse School of Medicine
- Mount Sinai School of Medicine
- Universitat de Rice
- Universitat Texas A&M
- University of Arkansas for Medical Sciences
- University of Pennsylvania Health System
- Universitat de Washington